# Esa Pethman

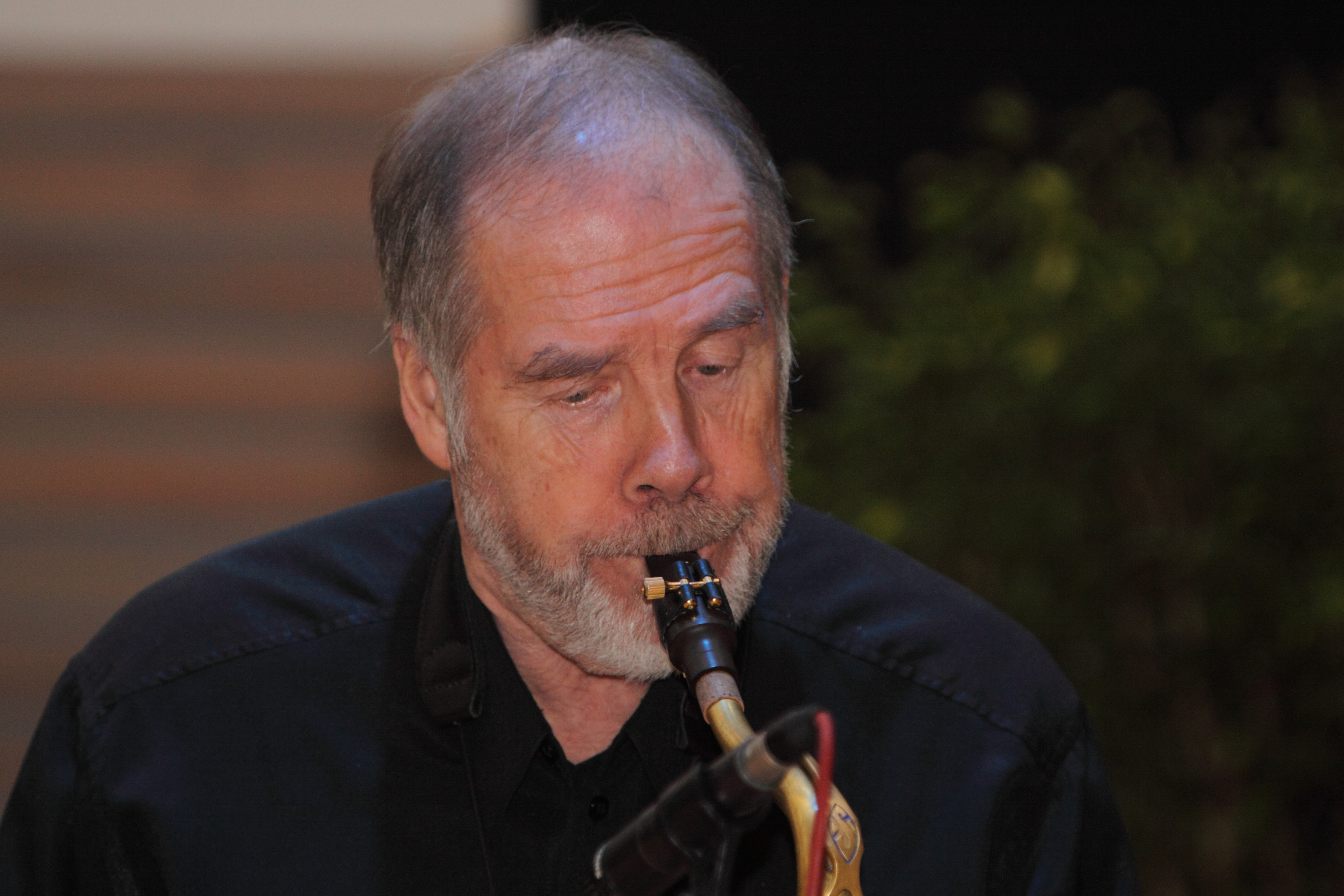
Esa Pethman (2008)

Esa Pethman (* 17. Mai 1938 in Kuusankoski; † 18. März 2025 in Hämeenlinna) war ein finnischer Jazzmusiker (Saxophon, Flöte, Komposition).

## Leben und Wirken
Pethman spielte schon als Jugendlicher Flöte und Saxophon neben seinem Bruder Anssi in lokalen Tanzbands, wo es üblich war, in der ersten Stunde Jazz zu spielen; bald war er von Charlie Parker beeinflusst. 1959 zog er nach Helsinki, um an der Sibelius-Akademie Musik zu studieren. Er fand schnell Zugang zu Studiosessions und zu den besten Orchestern in Helsinki. Bald wurde er Mitglied des finnischen Radio-Tanzorchesters, mit dem er auch bei Pori Jazz auftrat. Von 1966 bis 1968 war er Flötist im Orchester der Finnischen Nationaloper und des Lahti City Orchestra.
Nach ersten Aufnahmen unter eigenem Namen für Scandia 1963 und 1964 („The Flame“) veröffentlichte Pethman 1965 mit seinem Orchester die LP The Modern Sound of Finland, die als erstes Album des Modern Jazz in Finnland gilt. Er wurde mit seinem Quintett im Juni 1967 zum ersten Montreux Jazz Festival entsandt. Beim Jazzband-Wettbewerb in Montreux belegte sein Quintett den vierten Platz von zwölf Teilnehmern und erhielt eine lobende Erwähnung.
Unterstützt von der nationalen finnischen Rundfunkanstalt Yleisradio und ihrem Jazzprogramm-Produzenten Matti Konttinen machte Pethman als Solist im selben Jahr in Brüssel für die BRT Aufnahmen mit deren Musikern und Heinz Bigler. Daneben arbeitete er in den Formationen von Heikki Sarmanto (Flowers in the Water, Many Moons – July ’69) und im Orchester von Esko Linnavallin. Weitere Alben unter eigenem Namen schlossen sich ab den 1970er Jahren an. Zwischen 1990 und 1993 war er Dirigent am städtischen Theater in Turku. Er ist auch auf Alben von Eero Koivistoinen und mit der Jazz Society Big Band und dem Old House Sextet zu hören und hat als Studiomusiker etwa für Laila Kinnunen gearbeitet.
Als Komponist war Pethman auch für Film und Fernsehen tätig. Aufbauend auf einem Libretto von Harri Raitis verfasste er auch die Kirchenoper Ulstadius, die 1993 und 1994 im Dom von Turku aufgeführt wurde. Er komponierte und arrangierte auch für die finnische Sängerin Carola Standertskjöld, die mit ihm und dem Trio von Heikki Sarmanto auch „The Flame“ interpretierte.

## Diskographische Hinweise
- The Modern Sound of Finland (RCA Victor 1965)
- Tupuna Vaissi, Esa Pethman: Satumusikaali Keksijän Taskut (Odeon 1971)
- Esa & Flutes (Polydor 1984)
- Song of Slumber (Eies 1985)
- Esamba (Olarin Musiikki 1986)
- Serenadi aamulle (2008)